# Siculeni
Siculeni es una comuna ubicada en el distrito de Harghita, Rumania.

## Superficie
Cuenta con una superficie de 40,31 kilómetros cuadrados.

## Demografía
Hasta 2021 la población era de 2511 habitantes, con una densidad de población de 62,29 habitantes por kilómetro cuadrado.